# Arthur Brown
Arthur Brown (* jako Arthur Wilton Brown, 24. června 1942, Whitby, Yorkshire, Anglie, Spojené království) je anglický zpěvák a skladatel známý pro své okázalé a teatrální vystupování, eklektickou (a někdy experimentální) tvorbu a silný, široce posazený operní hlas, zejména díky svým pronikavým výkřikům ve vysokých tónech („banshee screams“). Je rovněž známý svou jedinečnou jevištní personou, která zahrnuje výrazné líčení obličeje a hořící helmu.
Brown byl hlavním zpěvákem různých skupin, nejvýrazněji The Crazy World of Arthur Brown a Kingdom Come, následovaných rozmanitou sólovou kariérou a spoluprácemi s kapelami jako Hawkwind, The Who a s Klausem Schulzem. Koncem 60. let byla popularita The Crazy World of Arthur Brown tak velká, že kapela sdílela pódium s interprety jako The Who, Jimi Hendrix, Mothers of Invention, The Doors, Small Faces a Joe Cocker atd.
Nejznámější je díky singlu „Fire“ z roku 1968 skupiny The Crazy World of Arthur Brown, který dosáhl prvního místa v britské singlové hitparádě i v Kanadě a druhého místa v americké Billboard Hot 100, stejně jako díky stejnojmennému albu The Crazy World of Arthur Brown, které se dostalo na 2. místo ve Spojeném království, 6. místo v Kanadě a 7. místo v USA. Po úspěchu singlu „Fire“ jej tisk často označoval jako „Boha pekelného ohně“ („The God of Hellfire“), což odkazuje na úvodní výkřik v písni a přezdívku, která přetrvala dodnes.
Ačkoli album Journey skupiny Kingdom Come z roku 1973 bylo při vydání přehlíženo, obdrželo později obecně pozitivní zpětné recenze. Alan Holmes z Freq napsal, že „Journey bylo tak daleko před svou dobou, že si musíte znovu zkontrolovat obal, abyste se ujistili, že tam opravdu stojí 1973 a ne 1983“ a že jde „nejen o mistrovské dílo Arthura Browna, ale i o jedno z opravdu velkých alb sedmdesátých let.“
Přestože Brown zaznamenal jen omezený komerční úspěch a nikdy již nevydal nahrávku tak úspěšnou jako „Fire“, zůstal významným vlivem na širokou škálu hudebníků napříč mnoha žánry díky svému opernímu vokálnímu stylu, divoké jevištní osobnosti a často experimentálním konceptům. Je považován za průkopníka shock rocku a progresivního rocku a měl vliv jak na elektronickou, tak na heavy metalovou hudbu. V roce 2005 získal Brown ocenění „Showman roku“ od časopisu Classic Rock, které mu bylo předáno na slavnostním ceremoniálu Classic Rock Roll of Honour v londýnské kavárně Café de Paris.